# Chiyoda

Sectorul Chiyoda pe harta Tokyo

Chiyoda (千代田区 Chiyoda-ku?) este un sector special al zonei metropolitane Tōkyō în Japonia.